# 岐阜県立坂下高等学校川上分校
岐阜県立坂下高等学校川上分校（ぎふけんりつさかしたこうとうがっこう　かわうえぶんこう）は、かつて岐阜県恵那郡川上村（現・中津川市川上）にあった公立の高等学校の分校。

## 概要
- 坂下高等学校の夜間定時制の分校であった。岐阜県立の高等学校の分校であったが、設置者は川上村であった。
- 校舎は川上村立川上小学校の校舎の一部を使用していた。

## 沿革
- 1950年（昭和25年）4月 - 恵那郡川上村に岐阜県立坂下高等学校川上分校として開校。夜間定時制で農業科と被服科を設置。
- 1952年（昭和27年）4月 - 農業科被服科を廃止。夜間定時制普通科を設置。
- 1954年（昭和29年）3月 - 廃校。廃校時の生徒数は46名。